# A gőznyomáscsökkenés törvénye
Gyakorlati szempontból fontosak azok a folyékony elegyek, amelyekben az egyik komponens viszonylag nagy mennyiségben van jelen a másikhoz képest. Ezeket oldatoknak nevezzük és illékony oldószerből és nem illékony oldott anyag(ok)ból állnak. Oldószerként leggyakrabban a víz szerepel, de bármilyen tiszta anyag például szerves oldószer, fém- és sóolvadék stb. szerepelhet oldószerként. Szokásos jelölés szerint A jelenti az oldószert, B pedig az oldott anyagot. A továbbiakban kétkomponensű rendszerekről lesz szó, de a jelenség a több oldott komponenst tartalmazó rendszerek esetén is fellép.

## A híg oldat
Főleg elméleti szempontból a híg oldatok sajátságai írhatók le viszonylag egyszerű matematikai összefüggésekkel, azok, amelyek esetén az oldott részecskék – a közöttük lévő viszonylag nagy távolság miatt – egymásra gyakorlatilag nincsenek kölcsönhatással. Az oldódás során az oldódó részecskék – molekulák, ionok – oldószer-molekulákat kötnek meg maguk körül, – szolvatálódnak (a vizes rendszerekben ezt a folyamatot hidratációnak nevezik).
Ha eléggé híg az oldat, akkor az oldott részecskék körül szabadon kialakul a szolvátréteg és bőven marad szabad oldószer-molekula, amely nem tartozik a szolvátburokhoz. Ezért a híg oldatokban az oldószer viselkedése mindig ideális, vagyis a híg oldatok hígítása – oldószer hozzáadása – nem jár sem energiaváltozással, sem térfogatváltozással. Ennek következtében a sajátságaik – intenzív fizikai mennyiségeik – a tiszta állapotbeli értékből a móltörttel egyenesen arányos összefüggésekkel számíthatók.

## A Raoult-törvény

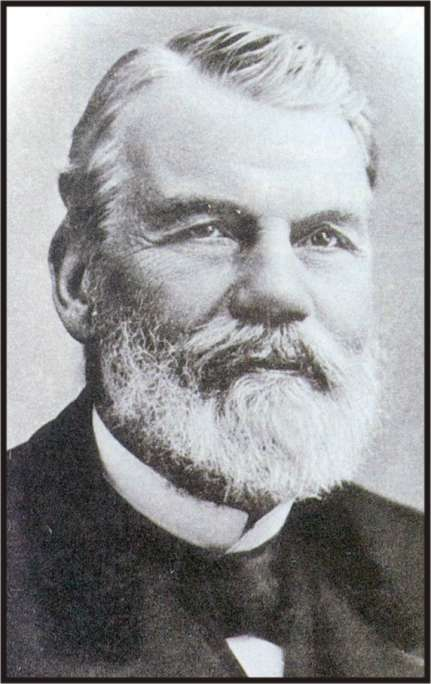
François-Marie Raoult 1830 – 1901

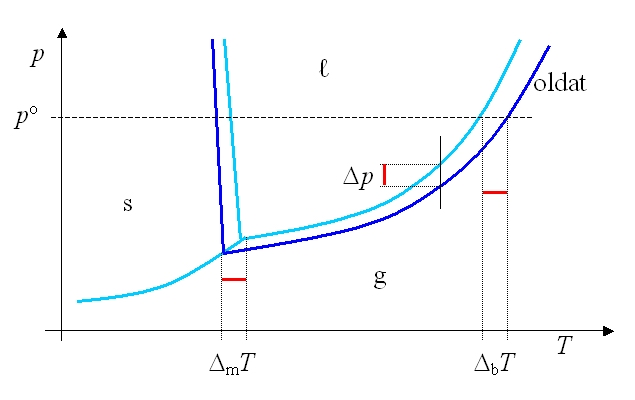
Kétkomponensű rendszer fázisdiagramja. Az oldat felett mindig kisebb a gőznyomás, mint a tiszta oldószer felett. Δp – gőznyomáscsökkenés

Híg oldatok esetében – ha az oldott anyag nem illékony – a kétkomponensű rendszerek gőznyomására vonatkozó Raoult-törvény az alábbi kifejezésre egyszerűsödik:
{\displaystyle P=p_{\mathrm {A} }=x_{\mathrm {A} }p_{\mathrm {A} }^{*}=(1-x_{\mathrm {B} })p_{\mathrm {A} }^{*}\ ,}
ahol:
P a zárt rendszerben az össznyomás, Pa
pA az oldószer parciális nyomása, Pa
xA az oldószer móltörtje.
Kétkomponensű rendszerekben érvényes, hogy xA = 1 – xB, kis átalakítás után a híg oldatok relatív gőznyomáscsökkenésének a Raoult-törvénynek a kifejezéséhez jutunk:
{\displaystyle {\frac {p_{\mathrm {A} }^{*}-p_{\mathrm {A} }}{p_{\mathrm {A} }^{*}}}\ ={\frac {\Delta p}{p_{\mathrm {A} }^{*}}}=x_{\mathrm {B} }={\frac {n_{\mathrm {B} }}{n_{\mathrm {A} }+n_{\mathrm {B} }}}\cong {\frac {n_{\mathrm {B} }}{n_{\mathrm {A} }}}\ ,}
ahol:
Δp a gőznyomáscsökkenés, Pa
pA* az oldószer gőznyomása tiszta állapotban, Pa
pA az oldószer gőznyomása oldat formában, Pa
nA az oldószer anyagmennyisége, mol
nB az oldott anyag anyagmennyisége, mol
A gőznyomáscsökkenés kísérletileg mért értékéből az oldott anyag moláris tömege meghatározható. Ha
{\displaystyle n_{\mathrm {A} }={\frac {m_{\mathrm {A} }}{M_{\mathrm {A} }}}\ ,\mathrm {valamint} \ n_{\mathrm {B} }={\frac {m_{\mathrm {B} }}{M_{\mathrm {B} }}}\ ,}
és ezeket behelyettesítjük a fenti kifejezésbe, akkor
{\displaystyle {\frac {\Delta p}{p_{\mathrm {A} }^{*}}}\cong {\frac {n_{\mathrm {B} }}{n_{\mathrm {A} }}}={\frac {M_{\mathrm {A} }m_{\mathrm {B} }}{M_{\mathrm {B} }m_{\mathrm {A} }}}\ ,}
amiből az oldott anyag moláris tömege:
{\displaystyle M_{\mathrm {B} }={\frac {M_{\mathrm {A} }m_{\mathrm {B} }}{m_{\mathrm {A} }}}{\frac {p_{\mathrm {A} }^{*}}{\Delta p}}\ .}
A kifejezésekben:
MA az oldószer moláris tömege, g/mol,
MB az oldott anyag moláris tömege, g/mol,
mA az oldáshoz használt oldószer tömege, g,
mB a feloldott anyag tömege, g,
jelent.

## Gyakorlati jelentősége
Régebben igen nagy gyakorlati jelentősége volt a gőznyomáscsökkenés mérésnek bizonyos anyagok moláris tömegének a meghatározásában. Általában más kolligatív sajátság mérésével – a fagyáspontcsökkenés és a forráspont-emelkedés méréssel – együtt használták moláris tömeg meghatározására.